# 绵毛鬼吹箫
绵毛鬼吹箫（学名：Leycesteria stipulata）为忍冬科鬼吹箫属的植物。分布于锡金以及中国大陆的云南等地，生长于海拔1,300米至1,950米的地区，多生于阔叶林中或蕨菜草丛中，目前尚未由人工引种栽培。